# 1001 Spikes
1001 Spikes is een platformspel dat is ontwikkeld en uitgegeven door Nicalis. De originele naam luidt Aban Hawkins & the 1001 Spikes. 
Het doel van het spel is om uit een terrein te ontsnappen, zonder geraakt te worden door spijkers of andere gevaren. De moeilijkheidsgraad stijgt door de verschillende levels heen door een toename van de te ontwijken hindernissen, zoals vallende stenen en spijkers.

## Verhaal
Jim Hawkins, een wereldberoemde archeoloog, is verdwenen in de bevroren toendra van Antarctica. Voor zijn verdwijning liet hij een kaart van vergeten ruïnes uit Zuid-Amerika achter aan zijn dochter Tina. De kaart leidt de weg naar een tempel in de ruïne waar zijn erfenis verborgen is. Tina gaat samen met haar broer Aban, waar ze door de jaren heen van is vervreemd, op reis naar Zuid-Amerika op zoek naar de achtergebleven erfenis van hun vader.